# اینیو آسانو
اینیو آسانو (به انگلیسی: Inio Asano) (زاده ۲۲ سپتامبر ۱۹۸۰) هنرمند مانگای ژاپنی است. آسانو مانگای معروف سولانین را ساخت که به عنوان یک فیلم بلند در آوریل ۲۰۱۰ با بازی آئوی میازاکی در ژاپن منتشر شد. او همچنین با سریال شب بخیر پوپون معروف است.

## معروفیت
آسانو که به خاطر خلق داستان‌های شخصیت محور و واقع گرایانه، از برشی از زندگی گرفته تا وحشت روانشناختی، شهرت دارد، جایزه اول مسابقه GX را برای هنرمندان جوان مانگا در سال ۲۰۰۱ به دست آورد. در سال ۲۰۱۰، یومیوری شیمبون، آسانو را به عنوان «یکی از صداهای نسل خود» توصیف کرد.

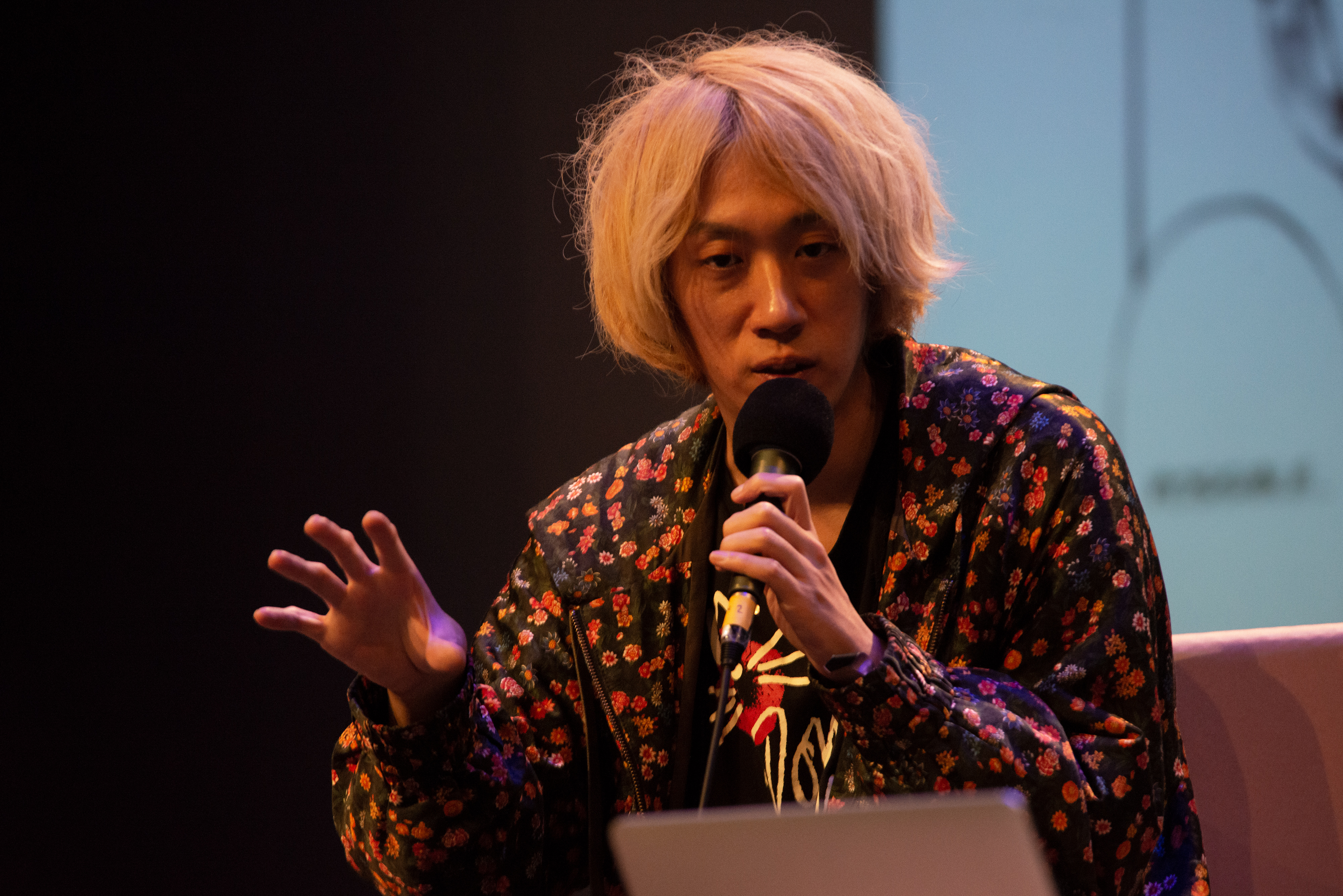
اینیو آسانو در جشنواره کمیک آنگولم در سال ۲۰۲۰.